# Цезарский гриб
Це́зарский гриб, или мухомо́р цезарский, или мухомо́р золотистый, или шампиньон цезарский (лат. Amanita caesarea) — съедобный гриб семейства Аманитовые (Amanitaceae), или Мухоморовые. Русские синонимы: ке́сарев гриб, ке́сарский гриб, кесарев мухомо́р, мухомор Це́заря, царский гриб.
Русское название, как и латинское видовое, происходит от титула древнеримских правителей. Иногда его связывают конкретно с Гаем Юлием Цезарем.

## Описание
Плодовое тело типичное шляпконожечное, с центральной ножкой.
Шляпка 8—20 см, яйцевидная или полушаровидная, позже от выпуклой до плоской, с бороздчатым краем. Кожица золотисто-оранжевого или ярко-красного цвета, сухая. Остатки покрывала на кожице обычно отсутствуют.
Мякоть шляпки мясистая, под кожицей светло-жёлтая; ножки — чисто белая на разрезе; без характерного запаха и вкуса.
Ножка высотой 8—12, в диаметре 2—3 см, с клубневидным основанием, жёлто-оранжевая, гладкая, выше кольца слегка полосатая.
Пластинки золотисто-жёлтые, свободные, частые, широкие в средней части, края слегка бахромчатые.
Остатки покрывала: кольцо нисходящее, широкое, желобчатое, цвет — как у ножки; вольва свободная, мешковидная, достигает ширины 6 см, толщиной до 4—5 мм, снаружи белая, внутренняя поверхность может быть желтоватая или с оранжевым оттенком.
Споровый порошок беловатый, споры широкоэллипсоидальные, 8—12×6—7 мкм, неамилоидные. Базидии четырёхспоровые, 40—45×8—10 мкм, булавовидные, тонкостенные, бесцветные.

### Изменчивость
Оттенок шляпки меняется от более жёлтого до более красного. Редко на шляпке бывают частички покрывала в виде крупных плоских чешуек. Перезрелый гриб имеет запах сероводорода.
Иногда встречаются экземпляры очень бледноокрашенные до почти белых, которые были описаны как форма A. Caesaria f. alba (Gillet) E.J.Gilbert, однако, находят их всегда рядом с нормально окрашенными грибами, и существование самостоятельной формы оспаривается.

## Экология и распространение
Микоризообразователь с буком, дубом, каштаном и другими твёрдыми породами деревьев. Растёт на почве в лиственных, изредка в хвойных лесах, предпочитает песчаные почвы, сухие места. Растёт группами под опавшей листвой, в виде яйца под землёй. Плодоносит только на южных склонах гор на опушках, просеках и полянках из-за крайней теплолюбивости. Установлено, что для плодоношения этому грибу необходима устойчивая тёплая погода (не ниже 20 °C) в течение 15—20 дней. Джакомо Брезадола (1927) заметил, что ареал цезарского гриба в Средиземноморье и прилегающих регионах почти совпадает с зоной распространения виноградарства.
Распространён в тёплых районах северного умеренного климата, в средиземноморских субтропиках. В странах бывшего СССР встречается в западных областях Грузии, в Азербайджане, на Северном Кавказе. Известны находки его в Крыму (дубравы на северном склоне Ялтинской яйлы) и в Закарпатье. Произрастает на юге Дальнего востока России (в Приморском крае).
Сезон: лето — осень.

## Сходные виды
Ядовитые:
- Мухомор красный (Amanita muscaria)

Другие съедобные:
- Некоторые виды Amanita, принадлежащие, как и цезарский гриб, к секции Caesarea, например, цезарский гриб дальневосточный (Amanita caesareoides), встречающийся иногда очень обильно в Приморском крае.

### Опасность
Неопытные грибники могут спутать цезарский гриб с ядовитым красным мухомором.
| Признаки:        | Шляпка                                 | Цвет пластинок и ножки | Вольва                                                    |
| ---------------- | -------------------------------------- | ---------------------- | --------------------------------------------------------- |
| Цезарский гриб:  | Обычно гладкая, без остатков покрывала | Золотисто-жёлтый       | Свободная, широкой мешковидной формы                      |
| Красный мухомор: | Покрыта белыми бородавками             | Белый                  | Приросшая, в виде кольцевидных остатков у основания ножки |

В стадии «яйца» гриб можно спутать со смертельно ядовитыми мухоморами, например, с бледной поганкой, от которых хорошо отличается на разрезе: жёлтой кожицей шляпки и очень толстым общим покрывалом.

## Пищевые качества
С античных времён считается одним из лучших деликатесов. Зрелый гриб можно запекать на решётке или жарить, годится гриб и для сушки. Совсем молодые грибочки, ещё полностью покрытые неразорванной вольвой, используют в сыром виде в салатах.
В Древнем Риме цезарские грибы называли boleti и считали первыми среди грибов (лат. fungorum princeps). Особенно прославлен гриб был полководцем Лукуллом — знаменитым гурманом, пиры которого поражали воображение современников и вошли в поговорки. Эти грибы, как считается, были любимым кушаньем императора Клавдия, и по одной из версий он был отравлен с помощью блюда из них своей женой Агриппиной.
В античной литературе гриб упоминается, например, Ювеналом в «Сатирах»:
Бедным друзьям подают другие грибы, неважного сорта, болети — хозяину.

## Галерея

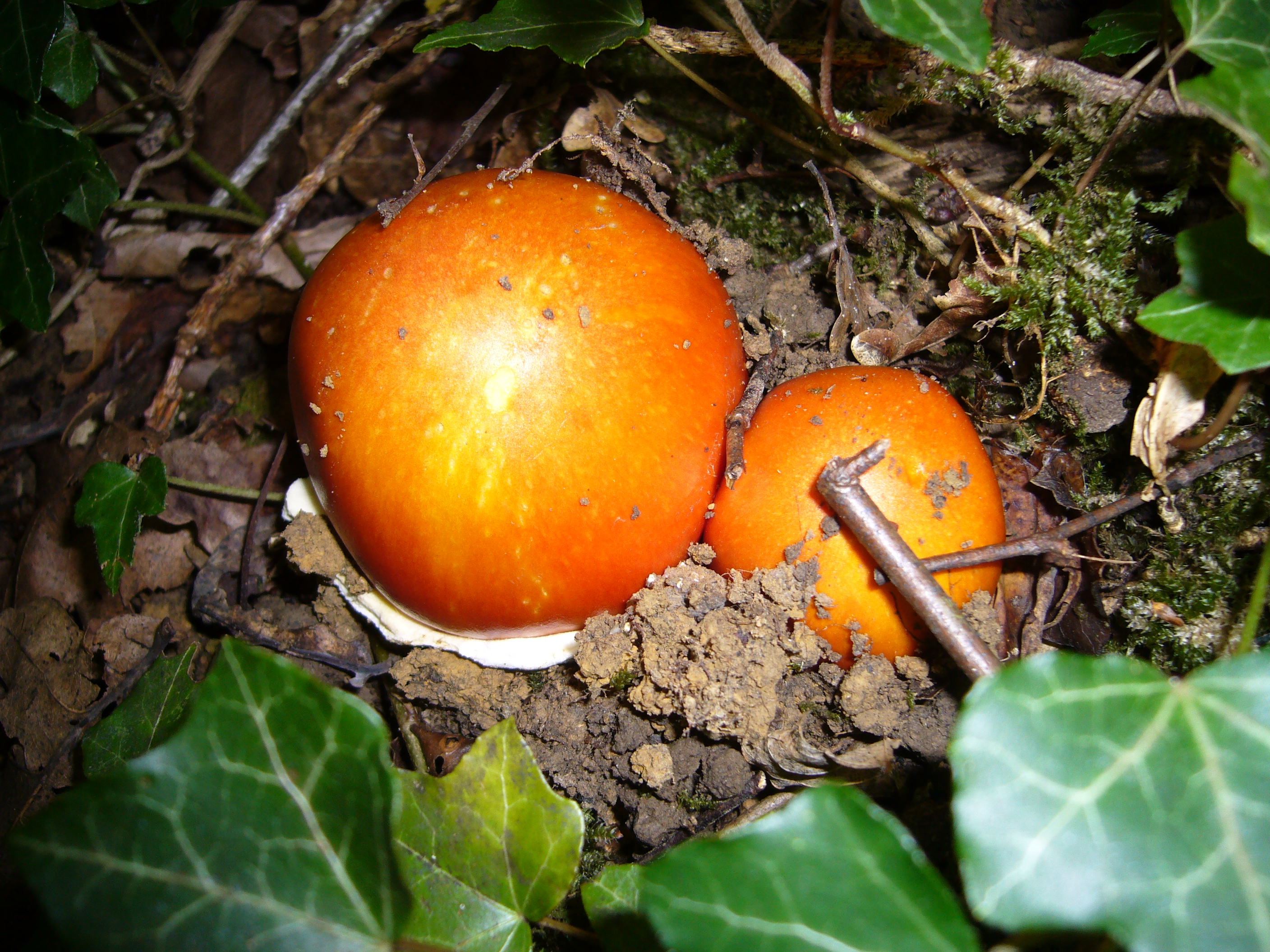
Молодые шляпки округлой формы
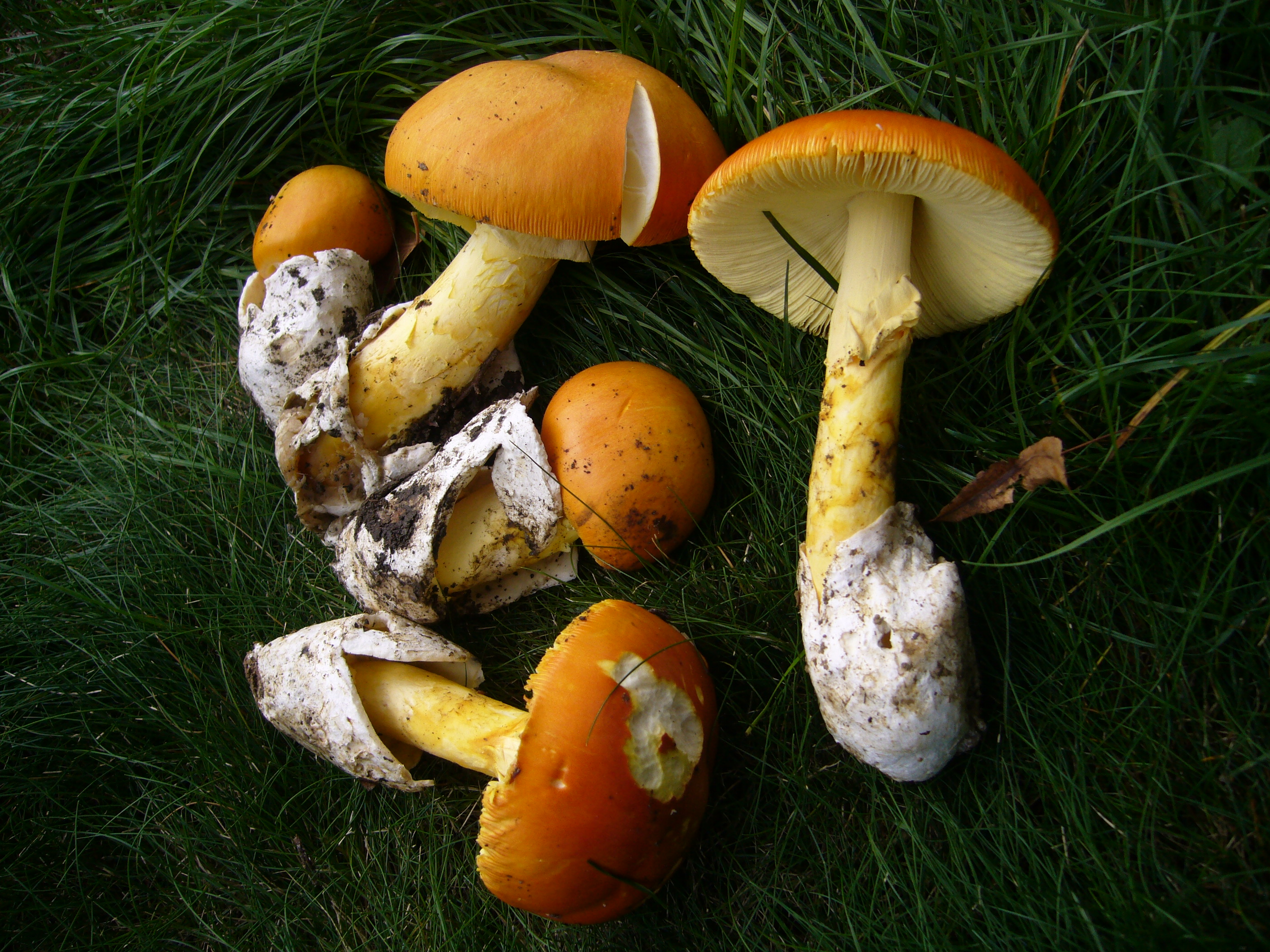
Плодовые тела на разных стадиях развития
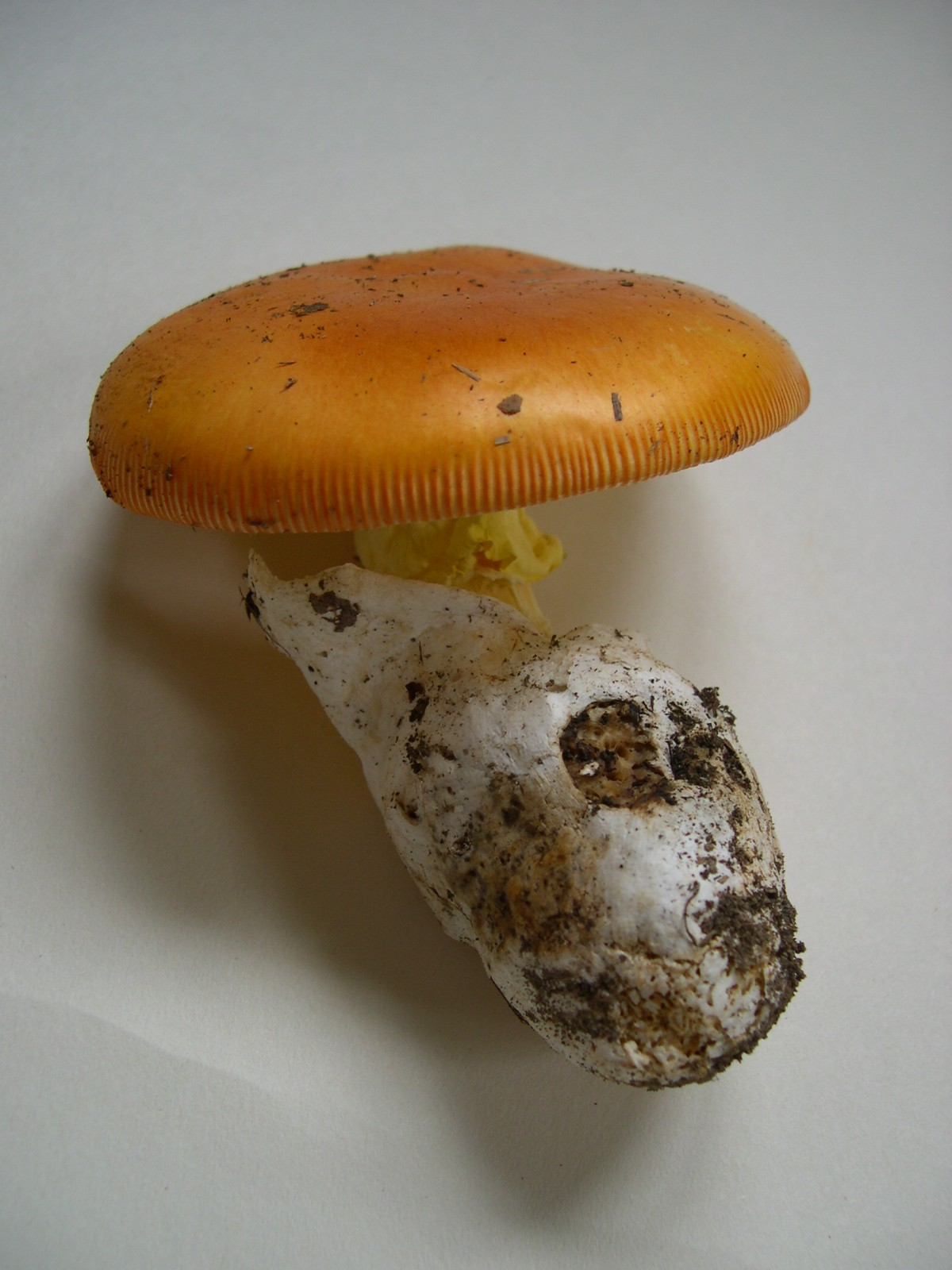
Рубчатый край шляпки
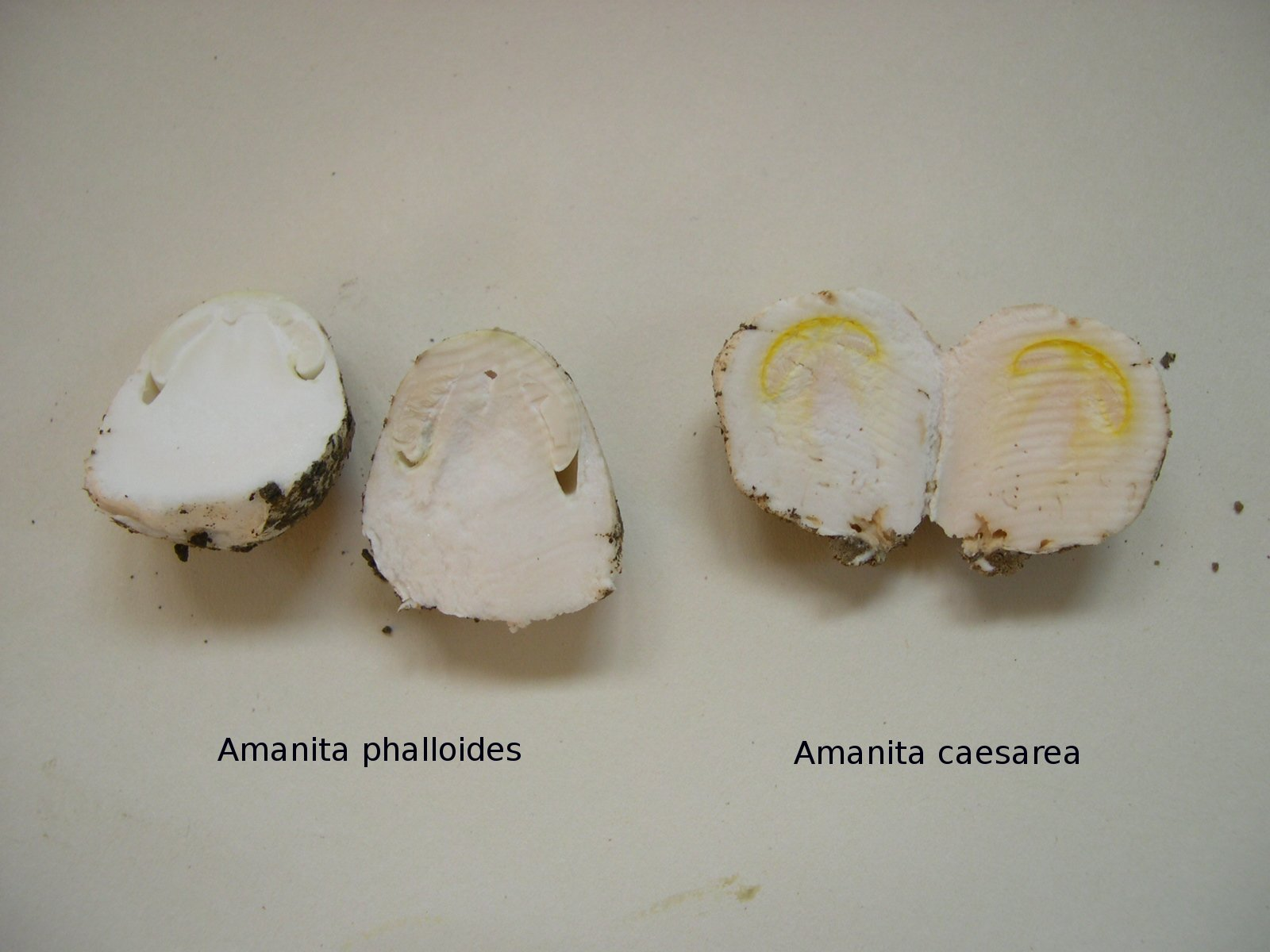
Бледная поганка и цезарский гриб в разрезе
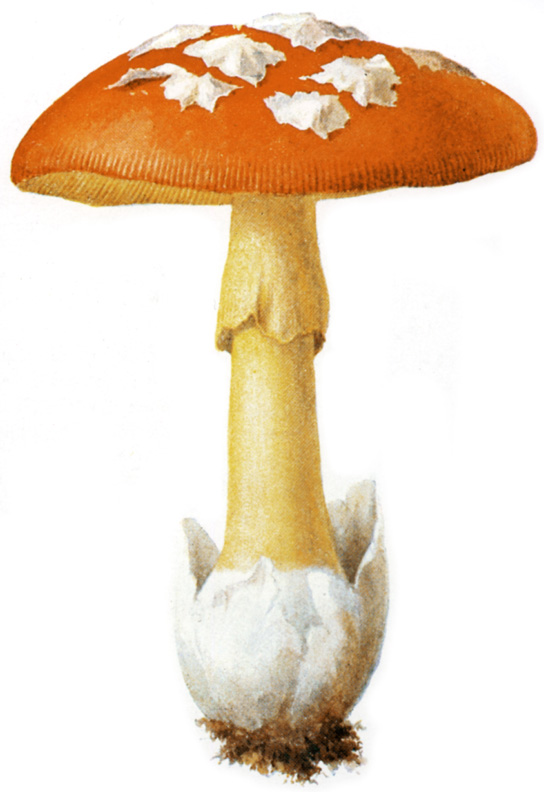
Иллюстрация Альбина Шмальфуса, 1897 г.
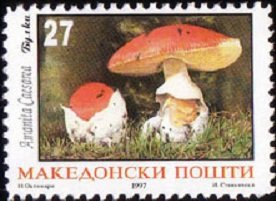
Почтовая марка Македонии, 1997

## Комментарии
1. ↑  В научной номенклатуре название boletus перенесено на грибы рода Боровик.